# Paralela 1 sud
Paralela 1 Sud este un cerc de latitudine al Pământului situat la 1 grad (111,36 km) Sud de planul ecuator. Acesta traversează Oceanul Atlantic, Africa, Oceanul Indian, Asia de Sud-Est, Australasia, Oceanul Pacific și America de Sud.
Paralela definește cea mai mare parte a frontierei dintre Uganda și Tanzania, precum și o secțiune foarte scurtă a frontierei dintre Kenya și Tanzania.

## Date geografice

### Dimensiuni
În sistemul geodezic WGS 84, la nivelul de 1° latitudine sudică, un grad de longitudine echivalează cu 111,302 km ; lungimea totală a paralelei este, prin urmare, de 40.069 km, cu aproximativ 5 km mai mică decât cea a ecuatorului. Se află la 111 km de ecuator și la 9.891 km de Polul Sud.

### Regiuni traversate
Pornind de la Primul meridian și îndreptându-se spre est, paralela 1° sud trece prin:
| Coordonate                         | Țară, teritoriu sau apă     | Note |
| ---------------------------------- | --------------------------- | --- |
| 1°0′S 0°0′E / 1.000°S 0.000°E      | Oceanul Atlantic            | |
| 1°0′S 8°52′E / 1.000°S 8.867°E     | Gabon                       | |
| 1°0′S 14°25′E / 1.000°S 14.417°E   | Republica Congo             | |
| 1°0′S 17°20′E / 1.000°S 17.333°E   | Republica Democratică Congo | |
| 1°0′S 29°35′E / 1.000°S 29.583°E   | Uganda                      | |
| 1°0′S 30°45′E / 1.000°S 30.750°E   | granița Uganda / Tanzania   | Mare parte în Lacul Victoria |
| 1°0′S 33°56′E / 1.000°S 33.933°E   | granița Kenya / Tanzania    | aproximativ 11 km în întregime în Lacul Victoria |
| 1°0′S 34°1′E / 1.000°S 34.017°E    | Kenya                       | trece la 30 km (19 mi) nord de capitala Nairobi |
| 1°0′S 41°7′E / 1.000°S 41.117°E    | Somalia                     | |
| 1°0′S 42°2′E / 1.000°S 42.033°E    | Oceanul Indian              | trece la sud de Atolul Addu, Maldive |
| 1°0′S 98°39′E / 1.000°S 98.650°E   | Indonezia                   | Insula Siberut |
| 1°0′S 98°56′E / 1.000°S 98.933°E   | Strâmtoarea Mentawai        | |
| 1°0′S 100°21′E / 1.000°S 100.350°E | Indonzsia                   | Insula Sumatra - trece la sud de Padang |
| 1°0′S 103°59′E / 1.000°S 103.983°E | Strâmtoarea Karimata        | |
| 1°0′S 109°27′E / 1.000°S 109.450°E | Indonezia                   | Insulele Maya Karimata și Borneo Kalimantanul de Vest Kalimantanul Central Kalimantanul de Est Viitoarea capitală a Indoneziei                                                                             |
| 1°0′S 117°8′E / 1.000°S 117.133°E  | Strâmtoarea Makassar        | |
| 1°0′S 119°28′E / 1.000°S 119.467°E | Indonezia                   | Insula Sulawesi |
| 1°0′S 120°30′E / 1.000°S 120.500°E | Golful Tomini               | |
| 1°0′S 121°23′E / 1.000°S 121.383°E | Indonezia                   | Insula Sulawesi |
| 1°0′S 122°47′E / 1.000°S 122.783°E | Marea Banda                 | |
| 1°0′S 123°12′E / 1.000°S 123.200°E | Indonezia                   | Insula Sulawesi |
| 1°0′S 123°22′E / 1.000°S 123.367°E | Marea Molucelor             | |
| 1°0′S 128°19′E / 1.000°S 128.317°E | Indonezia                   | Insula Damar |
| 1°0′S 128°24′E / 1.000°S 128.400°E | Marea Halmahera             | |
| 1°0′S 130°38′E / 1.000°S 130.633°E | Indonezia                   | Insulele Salawati și Noua Guinee |
| 1°0′S 134°3′E / 1.000°S 134.050°E  | Cenderawasih Bay            | |
| 1°0′S 134°48′E / 1.000°S 134.800°E | Indonesia                   | Island of Numfor |
| 1°0′S 134°57′E / 1.000°S 134.950°E | Golful Cenderawasih         | |
| 1°0′S 135°48′E / 1.000°S 135.800°E | Indonezia                   | Insula Biak |
| 1°0′S 136°8′E / 1.000°S 136.133°E  | Oceanul Pacific             | Trece la nord de atolii Pelleluhu și Heina, Papua Noua Guinee Trece la sud de Insula Kaniet, Papua Noua Guinee Trece la sud de Insula Banaba, Kiribati Trece printre atolii Nonouti și Tabiteuea, Kiribati |
| 1°0′S 91°26′V / 1.000°S 91.433°V   | Ecuador                     | Insula Isabela |
| 1°0′S 91°4′V / 1.000°S 91.067°V    | Pacific Ocean               | Trece la sud de Insula San Cristóbal, Ecuador |
| 1°0′S 80°51′V / 1.000°S 80.850°V   | Ecuador                     | Trece la sud de Manta |
| 1°0′S 75°23′V / 1.000°S 75.383°V   | Peru                        | |
| 1°0′S 74°16′V / 1.000°S 74.267°V   | Columbia                    | |
| 1°0′S 69°25′V / 1.000°S 69.417°V   | Brazilia                    | Amazonas Roraima Amazonas Pará Amapá Pará - insulele Grande do Gurupá și Marajó Pará - trece la nord de Belém Maranhão                                                                                     |
| 1°0′S 46°11′V / 1.000°S 46.183°V   | Oceanul Atlantic            | |